# Região Censitária das Aleutas Ocidentais
A Região Censitária das Aleutas Ocidentais é uma das 11 regiões localizada no estado estadunidense de Alasca que faz parte do Distrito não-organizado, portanto  não possui o poder de fornecer certos serviços públicos aos seus habitantes, que são fornecidos por distritos organizados e por condados. Como tal, não possui sede de distrito. Possui uma área de 4.393,03 square miles (11.377,9 km2) de terra e uma população de 5 232 habitantes e uma densidade demográfica de 1.3 hab/milha² (0.50 hab/km²), segundo o Censo dos Estados Unidos de 2020. Sua maior cidade é Unalaska.